# التعدين في السعودية
يُعدّ قطاع التعدين في المملكة العربية السعودية من الركائز الأساسية للاقتصاد الوطني، إذ تعتمد المملكة على مواردها المعدنية المتنوعة، كالبوكسيت والفضة والفوسفات والزنك والنحاس والذهب، والتي تُقدر احتياطاتها بنحو 20 مليون طن من الذهب والمعادن النفيسة و60 مليون طن من النحاس، لتحقيق التنويع الاقتصادي وتعزيز الاستدامة، ويتمثل النشاط الأساسي في هذا القطاع في التنقيب والاستكشاف المعدني تحت إشراف هيئة المساحة الجيولوجية السعودية، وتوفر الأراضي الشاسعة وغير المُكتشفة في المملكة إمكانيات هائلة لمزيد من الاكتشافات المعدنية.

## التاريخ

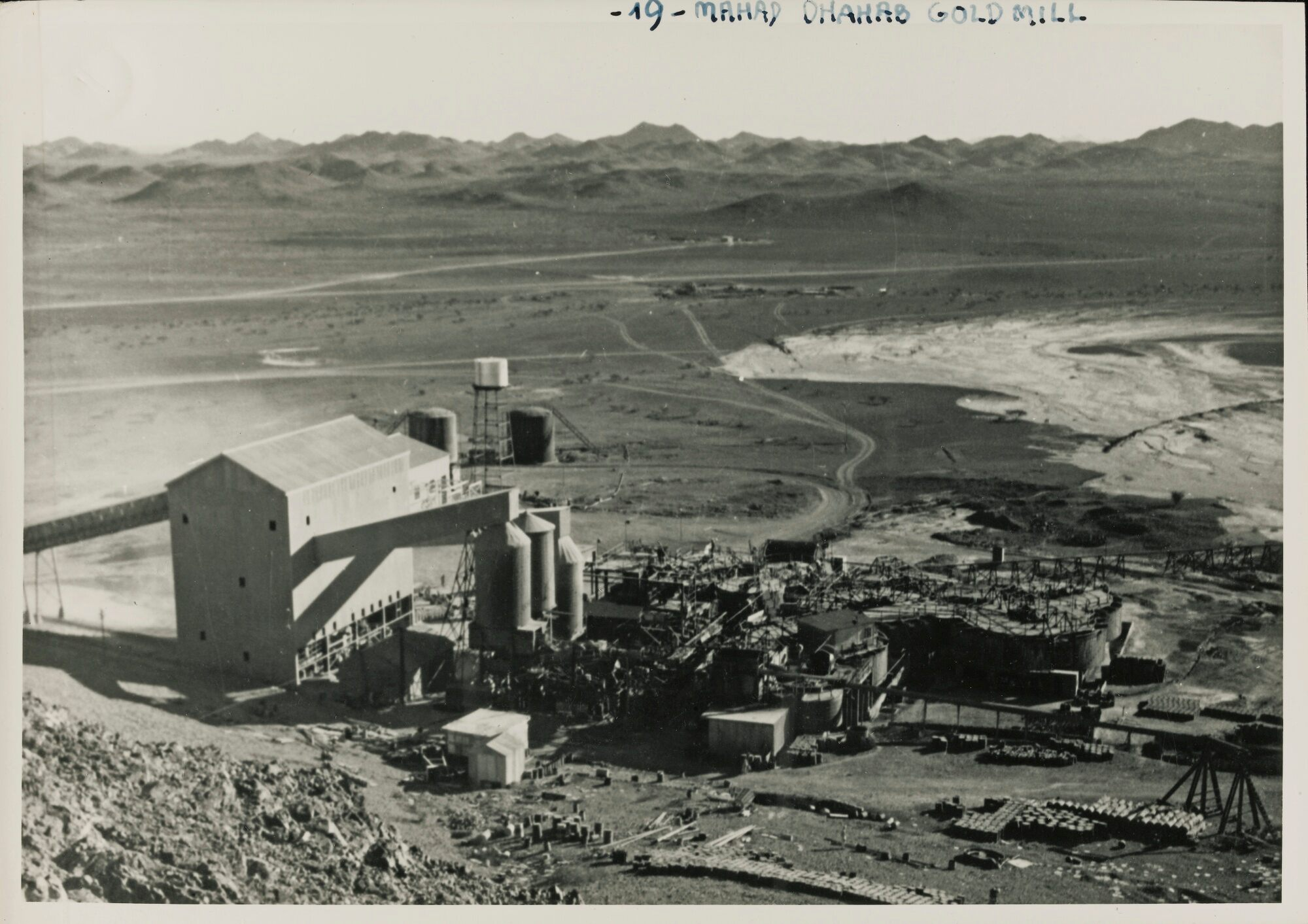
مقلع مهد الذهب في عام 1941م

### النشأة
يمتد تاريخ التعدين في شبه الجزيرة العربية إلى ما قبل الميلاد بتسعمائة عام، حيث شهدت المنطقة نشاطاً تعدينياً مبكراً تركز على استخراج الذهب. واستمر هذا النشاط خلال العصر الإسلامي، وتحديداً في عهد الدولتين الأموية والعباسية خلال القرنين الثامن والتاسع الميلاديين، حيث توسع ليشمل استخراج الفضة إلى جانب الذهب.

### 1934-1963م
بدأت أولى عمليات الاستكشاف المعدني في المملكة العربية السعودية في عهد الملك عبد العزيز آل سعود، حيث أمر باستقدام فرق من الخبراء الجيولوجيين لدراسة الموارد الطبيعية من مياه وبترول ومعادن. ومن أبرز الخبراء، المهندس كارل تويتشل، الذي بدأ أعمال المسح الجيولوجي عام 1931م، مما أدى إلى اكتشاف النفط في الأحساء والذهب في الحجاز.
في عام 1933م، أُنشئ مكتب اتصال لقطاع الزيت والمعادن، تحت مظلة وزارة المالية السعودية ، للإشراف على أعمال البحث عن المعادن في المملكة.
في عام 1934م، وقّعت الحكومة السعودية اتفاقية للتعدين مع "نقابة التعدين العربية السعودية" (سامس)، وهي شركة سعودية بريطانية أمريكية، للبحث عن المعادن وتشغيل بعض المناجم القديمة مثل مهد الذهب وظلم والسوق. وفي فبراير 1935م، صادق الأمير فيصل بن عبد العزيز آل سعود، نائب الملك في الحجاز آنذاك، على الاتفاقية، وباشرت النقابة عملها في تشغيل منجم مهد الذهب في الأول من مارس 1935م.
حصلت نقابة التعدين على امتياز حصري للاستكشاف المعدني في المنطقة الغربية من الدرع العربي لمدة 58 عامًا، ما ساهم في تحديد 55 منجمًا قديمًا، خضع منها سبعة لاختبارات مكثفة. وتبين أن منجم مهد الذهب هو الوحيد ذو جدوى اقتصادية، مما قاد إلى استخراج خامات غنية بالذهب والفضة؛ حيث نجحت في استخراج نحو 2107 أطنان من الخام الذي أنتج 765,768 أوقية من الذهب و1,002,029 أوقية من الفضة بين عامي 1939 و1954م.

### 1963-1998م
خلال هذه المرحلة، تم إجراء من مسوح مسوح جيولوجية وجيوفيزيائية شاملة للمملكة، واستكمال سلسلتي الخرائط الجيولوجية التفصيلية للدرع العربي بمقاييس متعددة، بالتزامن مع إنشاء المديرية العامة للثروة المعدنية في عام 1963م والتعاون مع بعثات جيولوجية دولية لتعزيز برامج الاستكشاف المعدني.
ركزت الدراسات خلال هذه المرحلة على استكشاف مواقع جديدة للأحزمة المعدنية ضمن الدرع العربي، مما أدى إلى توثيق أكثر من 5000 موقع معدني، تشمل 1273 موقعًا للمعادن النفيسة، و1172 موقعًا للمعادن الأساس، وأكثر من 2502 موقعًا للمعادن اللافلزية.
اعتمدت هذه المرحلة ثلاث مسارات رئيسية:
1. استكشاف الأحزمة المعدنية: تطبيق تقنيات متقدمة لتحديد مواقع التمعدن المُجدية.
2. دراسات تفصيلية: خرائط جيولوجية وتحاليل كيميائية ومسوح جيوفيزيائية وحفر لتحديد نطاق الرواسب.
3. دراسات الجدوى الاقتصادية: تقييم أولي للرواسب المكتشفة لتسليمها للقطاع الخاص للاستثمار التجاري.

أدت هذه الجهود إلى اكتشاف مواقع هامة مثل خام النحاس بجبل صايد، و11 حزامًا معدنيًا في الدرع العربي تضمنت تواجدات متعددة لأنواع الذهب في مواقع مثل الأمار، حمضة، النجادي، وينبع، وغيرها.
شملت الأحزمة والمناطق التي تم التركيز عليها خلال هذه المرحلة: حزام تمعدن الأمار، والوجه، والنجادي، وبيشة، وحمضة/جبل ريه، ومريجيب/أم حفرة، ومنطقة النقرة الجنوبية، وحزام تمعدن سمران/شيبان، ومنطقة سلسلة، ومنطقة ينبع، وحزام تمعدن وادي وسط/وادي قطن، ومنطقة الدويحي/أم مقبره/دخلة شباب.
ساهمت أعمال التنقيب في بناء قاعدة بيانات غنية بالمعلومات الجيولوجية، ما مهد الطريق لتطوير قطاع التعدين في المملكة بشكل أكبر خلال خطط التنمية الوطنية.

### المرحلة الثالثة (1999م - 2016)
شهدت هذه المرحلة تحولًا نوعيًا في قطاع التعدين بالمملكة العربية السعودية، حيث تميزت بتأسيس هيئة المساحة الجيولوجية السعودية عام 1999م، والتي اضطلعت بدور محوري في تطوير البنية التحتية للاستكشاف المعدني. وقد ساهم اكتمال تغطية الخرائط الجيولوجية لكافة أجزاء الدرع العربي، الذي يمثل حاضنة رئيسة للمعادن المكتشفة في المملكة، في تحديث قواعد البيانات وإعادة تقييم المحتوى المعدني للعديد من المواقع باستخدام أحدث التقنيات والنظريات وأنظمة المعلومات الجغرافية.
قامت وزارة البترول والثروة المعدنية بوضع استراتيجية شاملة خلال الفترة من 1996 إلى 1997م، هدفت إلى تحديد الفرص المتاحة في هذا القطاع الحيوي. شكلت هذه الاستراتيجية الأساس الذي انطلقت منه الجهود اللاحقة لتطوير القطاع.
تولت هيئة المساحة الجيولوجية السعودية زمام المبادرة في عمليات التنقيب عن المعادن، مع تحديث مسارات التنقيب السابقة. واستمر التركيز على استكشاف الذهب ومعادن الأساس (النحاس والزنك) والمعادن والصخور الصناعية، حيث يمثل الذهب، بالإضافة إلى المعادن والصخور الصناعية، موردًا معدنيًا هامًا للمملكة. وقد هدفت الهيئة إلى اكتشاف موارد جديدة وجذب المستثمرين في قطاع التعدين، بالإضافة إلى تقييم العديد من المواقع والمكامن في الدرع العربي.
تميزت هذه المرحلة بالاعتماد على التطبيقات الجيوتقنية واستخدام أحدث الطرق والنظريات في الاستكشاف والتنقيب، ومن أبرزها:
- المسوحات الجيوكيميائية: تكثيف أعمال المسوحات الجيوكيميائية الإقليمية والتفصيلية لتحديد مناطق التمعدن المحتملة.
- إعادة تقييم النشوزات الجيوفيزيائية: استخدام المعالجات الحديثة للمسوحات الجيوفيزيائية الجوية لإعادة تقييم مواقع النشوزات وتحديد أهداف التنقيب.
- الاستشعار عن بعد: استخدام تقنية الاستشعار عن بعد للاستدلال على التواجدات المعدنية وتحديد المناطق الواعدة.
- تطبيق النظريات الحديثة: تطبيق النظريات الحديثة في طرق الاستكشاف المعدني لتحسين كفاءة عمليات التنقيب.
- المضاهاة الإقليمية: إجراء مقارنات إقليمية للاستدلال على البيئات الترسيبية المتشابهة، بما في ذلك:
  - المضاهاة بين الرواسب المعدنية على جانبي البحر الأحمر بالتعاون مع الهيئة المصرية العامة للثروات المعدنية.
  - المضاهاة بين الرواسب المعدنية على جانبي الحدود بين المملكة العربية السعودية والجمهورية اليمنية.
- الدراسات الميتالوجينية: إجراء دراسات ميتالوجينية للتعرف على أصل نشأة الرواسب المعدنية في المملكة وفهم عمليات التمعدن.

أسفرت أعمال الاستكشاف الجيوكيميائية الإقليمية خلال هذه المرحلة عن اكتشاف عدد من المواقع المعدنية الجديدة التي أظهرت نتائج واعدة للذهب.

### الاستكشاف الجيوفيزيائي
تم خلال هذه المرحلة إجراء مجموعة من المسوحات الجيوفيزيائية لدعم أعمال المسح الجيولوجي والتنقيب عن المعادن، شملت:
- المسح الجيوفيزيائي الجوي: إجراء مسح مغناطيسي جوي شامل لكامل الدرع العربي.
- المسوحات الجيوفيزيائية الأرضية: استخدام مجموعة متنوعة من التقنيات الجيوفيزيائية الأرضية، مثل:
  - المسح المغناطيسي
  - المسح الجاذبي
  - المسح الكهربائي
  - المسح الكهرومغناطيسي
  - المسح الزلزالي
  - المسح الإشعاعي

### التحول مع رؤية 2030
شهد قطاع التعدين نقلة نوعية مع إطلاق رؤية السعودية 2030، حيث تم تسليط الضوء على تطوير هذا القطاع ليصبح ركيزة أساسية في الاقتصاد الوطني. تضمنت المرحلة الأولى من هذا التحول إطلاق ثلاث مبادرات استراتيجية رئيسية: تنفيذ مسوحات جيولوجية شاملة، تحديد فرص الاستثمار في القطاع، ودراسة الحوافز والتسهيلات المقدمة للمستثمرين. كما شمل ذلك تحديث نظام الاستثمار التعديني في عام 2020 لتعزيز الجاذبية الاستثمارية للقطاع.
منذ إطلاق استراتيجية التعدين والثروة المعدنية في عام 2018، تم تنفيذ إصلاحات شاملة تهدف إلى جذب الاستثمارات الأجنبية والمحلية. وأكد نائب وزير الصناعة والثروة المعدنية خالد المديفر، أن هذا التقدم يعزز مكانة المملكة كوجهة استثمارية متميزة، تماشيًا مع رؤية 2030 التي تسعى إلى جعل قطاع التعدين الركيزة الثالثة للاقتصاد الصناعي السعودي.
وفقًا لتقرير المخاطر العالمي لعام 2023 وتصنيفات MineHutte للمخاطر، حصلت المملكة على تصنيف متقدم كأفضل بيئة قضائية في قطاع التعدين على المستويين الإقليمي والعالمي. وقد ساهمت هذه الإصلاحات في تقليل المخاطر القانونية والمالية للاستثمارات التعدينية، مما وضع المملكة ضمن قائمة أفضل 20 دول عالميًا من حيث انخفاض المخاطر في هذا القطاع.

## عمليات التنقيب
يعد التنقيب المعدني في المملكة العربية السعودية من الأنشطة الاقتصادية الرئيسية التي تشرف عليها هيئة المساحة الجيولوجية السعودية. وقد أولت المملكة اهتماماً خاصاً بهذا القطاع ضمن خططها التنموية المتعاقبة، مع تركيز خاص على استكشاف المعادن النفيسة، وبالأخص الذهب، إضافة إلى المعادن الأساسية والصناعية وأحجار الزينة والأحجار الكريمة.
تعتمد عمليات الاستكشاف المعدني على منهجية متكاملة تشمل المسح الإقليمي الشامل لتحديد المناطق المجدية، يليه التنقيب التفصيلي للمواقع ذات الإمكانات الاقتصادية. وتغطي هذه العمليات مناطق الدرع العربي والرصيف القاري والسهل الساحلي للمملكة. كما تتضمن المنهجية دراسة وتحليل البيانات الجيولوجية المتعلقة بأصل وتكوين الرواسب المعدنية المكتشفة.

## شركة التعدين العربية السعودية «معادن»
ومن أجل تطوير قطاع التعدين والمناجم أنشأت المملكة شركة التعدين العربية السعودية «معادن» بالمرسوم الملكي رقم 17/م وتاريخ 14/11/1417هـ (23/3/1997م) كشركة مساهمة سعودية لها شخصية معنوية وذمة مالية مستقلة برأس مال وقدره أربعة آلاف مليون ريال سعودي.
ويتركز اهتمام شركة معادن على تشغيل خمسة مناجم للذهب تشمل: مهد الذهب، والأمار، والصخيبرات، وبلغة، والحجار. وتقوم الشركة بتوسيع نشاطها ليشمل تطوير الفوسفات، ومشروع الألمنيوم، ومشاريع أخرى تشمل معادن الأساس والمعادن النفيسة، وتتعاون الشركة مع الحكومة والمشرعين المحليين لوضع إطار تنظيمي لإدارة وتنظيم صناعة التعدين والمناجم في المملكة العربية السعودية.

## تقسيم الخامات المعدنية
صنفت الدراسات الجيولوجية الرواسب المعدنية الفلزية في المملكة إلى تسعة أنماط رئيسية، استناداً إلى البيئات الجيولوجية وعوامل التكوين:
- رواسب الكبريتيدات الكتلية البحرية المحتوية على المعادن الأساسية والنفيسة
- رواسب الكروم والنيكل والنحاس ومجموعة البلاتين المرتبطة بالصخور القاعدية وفوق القاعدية
- رواسب القصدير والتنجستن المرتبطة بالتداخلات الجرانيتية
- رواسب العناصر الأرضية النادرة واليورانيوم
- رواسب الذهب الحرمائية منخفضة الحرارة
- رواسب النحاس البورفيري المصاحب للذهب والموليبدنوم
- رواسب الذهب الحرمائية متوسطة الحرارة
- رواسب النحاس والزنك الرسوبية
- رواسب الذهب والتيتانيوم والتنجستن الرسوبية

كما ويمكن تقسيم الخامات أو الرواسب المعدنية إلى فلزية ولا فلزية.
رواسب معدنية فلزية، تشمل مايلي
- الفلزات النفيسة: مثل الذهب والفضة ومجموعة البلاتين.
- الفلزات غير الحديدية: وتشمل النحاس، الزنك، الرصاص، القصدير، الألمنيوم.
- الحديد والفلزات الحديدية: وتشمل الحديد، المنجنيز، النيكل، الكروم، التنجستن، المولبدنيوم، الفناديوم، الكوبالت.
- الفلزات ضئيلة المصدر واللافلزات المصاحبة: وتشمل التنتالم والنيوبيوم، التيتانيوم، العناصر الأرضية النادرة، اليورانيوم، الزركونيوم، البريليوم، المغنسيوم، الإنتيمون، البزموث، الكادميوم، الزئبق.

رواسب معدنية لافلزية، تشمل مايلي
- المواد الخزفية: مثل الصلصال والفلسبار.
- أحجار الزينة: الجرانيت والجابرو والرخام والحجر الجيري.
- المواد الميتالوجينية والمقاومة للصهر: مثل الفلورايت، الجرافيت، الجير والحجر الجيري، المغنزايت.
- معادن الصناعة الكيميائية: مثل الفوسفات، الملح الصخري، الكبريت، أملاح البوتاسيوم.
- المواد الصناعية: الميكا، التلك، الأسبستوس، البارايت، الكبريت.
- مواد البناء: الجبس والمواد الركامية.
- معادن الزينة: مثل الماس والياقوت والفيروز.

وتتميز جيولوجية المملكة بوجود منطقتين من الناحية الجيولوجية:
منطقة الدرع العربي
وهي موازية للبحر الأحمر، وتغطي ثلث مساحة المملكة، وتُعد المنطقة الرئيسة التي توجد فيها معادن الذهب والفضة، ومعادن الأساس مثل النحاس والزنك، إضافة إلى بعض المعادن الصناعية.
منطقة الثانية شرق الدرع العربي
حيث تظهر فيها الصخور الرسوبية ذات الأعمار الجيولوجية المختلفة، وتحتوي على بعض المعادن الصناعية، وخاصة معادن البوكسايت والفوسفات.
وتنتشر الرواسب المعدنية في المملكة في مواقع كثيرة من الدرع العربي، وغالبية خامات المعادن الفلزية توجد في الصخور التابعة لما قبل الكامبري «Precambrian» التي يتكون منها الدرع العربي في الجزء الغربي من المملكة. ومن الناحية المعدنية نجد أن هناك رواسب معدنية تتميز بصحبة معينة من الصخور، فرواسب الذهب والفضة توجد في عديد من الصخور النارية والمتحولة والرسوبية. وأهم الرواسب هي رواسب الحشو «Fissure–filling deposits» حيث توجد مع الكوارتز في العروق وفي لحام البريشيا وغيرها من الفراغات، كما يوجد الذهب على شكل رواسب المراقد النهرية أو الشاطئية الحديثة «Placer deposits».
وعندما نتتبع مواقع عروق الكوارتز الحاملة للذهب في المملكة، نجد أن تركيز معظمها يكون حول خط يتجه من الجنوب إلى الشمال في منتصف الدرع العربي، مابين نجران وظلم ثم حائل متطبقاً إلى حد ما – مع درز نبيطة «Nabith suture».
وتقطع عروق الكوارتز الحاملة للذهب والفضة مختلف أنواع الصخور المتطبقة والمتداخلة في الدرع العربي. وتُعد مناجم مهد الذهب والأمار والصخيبرات وبلغة والحجار من أهم المواقع الحاملة للذهب في المملكة.
وتوجد رواسب النيكل ومجموعة عناصر البلاتين في صخور البيريدوتايت أو السربنتنايت، ورواسب القصدير والمولبدينوم في صخور الجرانيت. أما رواسب معادن الأساس مثل النحاس والزنك فتكون مصاحبة للصخور البركانية أو الفتاتية بركانية الأصل.
وقد بلغت المواقع أو التواجدات المعدنية الفلزية واللافلزية المكتشفة في المملكة حوالي 5076 موقعاً، حيث بلغ عدد المواقع المعدنية الفلزية حوالي 2424 موقعاً وتشكل مانسبته %47 من مجمل المواقع المتمعدنة. ويمكن تقسيم النشاط التعديني في المملكة إلى قسمين رئيسين:
- النشاط المتعلق باستخراج المعادن الفلزية اللازمة للصناعات التحويلية «المناجم».
- النشاط المتعلق بالمحاجر المحتوية على المواد الخام اللازمة للبناء والتشييد، لتلبية احتياجات صناعة البناء والتشييد وبعض الصناعات الأخرى.

استمرت أعمال التنقيب عن المناجم التي تحتوي على الذهب ومعادن الأساس «النحاس والزنك»، والمعادن والصخور الصناعية، بغرض اكتشاف موارد جديدة، وتوفير أهداف ومعلومات جيدة للمستثمرين في مجال التعدين والمناجم في الدرع العربي، بالإضافة إلى البحث عن رواسب اقتصادية واعدة، سواء في الدرع العربي، أو في الغطاء الرسوبي للمملكة.
وقد نتج عن أعمال المسح والتنقيب عن الخامات المعدنية الفلزية في صخور الدرع العربي التعرف إلى عدد كبير من المواقع، منها حوالي 980 موقعاً للذهب، و610 مواقع للفضة، و856 موقعاً للنحاس، و477 موقعاً للزنك، و282 موقعاً للرصاص، و76 موقعاً للنيكل، و117 موقعاً للكروم، و176 موقعاً للعناصر النادرة.

## أهم المناجم
وفيما يلي بعض أهم المناجم في المملكة:
- منجم مهد الذهب: ويقع في المنطقة الغربية من المملكة ضمن منطقة المدينة المنورة. وتتم عمليات التعدين بواسطة «التعدين تحت السطحي أو النفقي»، ويزيد إجمالي أطوال الطرق في المنجم عن 60 كم. ويحتوي الموقع على مصنع معالجة لفصل المعادن الفلزية. ويستخرج المنجم ويعالج حوالي 185.000 طن من الخام سنوياً بدرجة تركيز 10 غرامات طن تقريباً من الذهب. وبلغ الإنتاج في عام 2007م حوالي 85.257 أونصة من الذهب وأكثر من 116.170 أونصة فضة و737 طن نحاس و800 طن زنك.
- منجم الصخيبرات: ويقع في منطقة القصيم على بُعد 250 كم تقريباً إلى الشمال من مهد الذهب. ويوجد الذهب الحر أو الطليق في صخور الديورايت، كما يوجد حول حواف بلورات معدن الأرزينوبيرايت والشقوق الداخلية له، وفي عروق الكوارتز وحواف العروق. ويضم المنجم المفتوح مصنعاً للغسيل بالكربون، وتتم فيه معالجة الخام المنقول من منجم بلغة الذي يبعُد 65كم عن الصخيبرات. وتبلغ الطاقة الإنتاجية لمنجم الصخيبرات 600 ألف طن في السنة. بلغ إنتاج الذهب حوالي 25.000 أونصة ذهب و3.259 أونصة فضة في 2007م.
- منجم بلغة: ويقع ضمن منطقة المدينة المنورة على مسافة 65كم إلى الجنوب من مصنع المعالجة في الصخيبرات، ويشمل منجماً للتعدين السطحي. وتتم معالجة الخام، منخفض التركيز في مصنع الغسيل والترشيح بالمنجم، بينما يرسل الخام، مرتفع التركيز للصخيبرات للمعالجة. وبلغ إنتاج الذهب في عام 2007م حوالي 43.299 أونصة و 4.972 أو نصة فضة.
- جبل شيبان: يتميز جبل شيبان باحتياطيات كبيرة من الذهب والفضة والنحاس،[10][11] وقد كان محط اهتمام عمليات التنقيب المعدني منذ أربعينيات القرن العشرين.[10]
- منجم الآمار: ويقع في منطقة الرياض إلى الجنوب الغربي من مدينة الرياض، وهو منجم تحت سطحي تتم معالجة خام الذهب بمعدل 200 ألف طن في السنة لإنتاج الذهب على شكل خليط من مركزات النحاس والزنك. وقد بدأ الإنتاج في بداية عام 2008 م.
- منجم الحجار: ويقع في جنوب المملكة بالقرب من محافظة العقيق، ويحتوي على مصنع للغسيل والترشيح. ويوجد الذهب على شكل طليق دقيق الحبيبات، ويقدر الاحتياطي بحوالي خمسة ملايين طن، تحتوي على 6 جم طن ذهب.
- الزنك في الحنيقية: ويوجد هذا الموقع على بُعد 170 كم غرب مدينة الرياض، ويحتوي على حوالي 5.1 مليون طن من الخام بنسبة %11 زنك و%0.88 نحاس. ويمكن تعدين حوالي «145» ألف طن سنوياً بطريقة المنجم تحت السطحي، وذلك لإنتاج نوعين من مركزات الخام كالتالي: «34.400» طن بدرجة تركيز %56 زنك، و«2400» طن بدرجة تركيز 25 - %30 نحاس. أو استخراج «290» ألف طن سنوياً بطريقة المنجم السطحي لإنتاج «54.800» طن مركزات زنك، بالإضافة إلى «4800» طن مركزات نحاس.
- جبل صائد: ويقع على مسافة 40 كم شمال مهد الذهب، وعلى بعد 400 كم شمال شرق مدينة جدة. ويحتوي الموقع على أكبر رواسب فلزات القاعدة المصاحبة للبركانيات في المملكة. ويحتوي الموقع على حوالي «20» مليون طن من الخام بنسبة %2.68 نحاس. ويمكن استخراج الخام بطريقة المنجم تحت السطحي بمعدل مليون طن سنوياً، وذلك لإنتاج «76» ألف طن سنوياً من مركزات النحاس بتركيز يصل إلى %30 من النحاس تقريباً.[4]

## أهم الرواسب المعدنية
وتقع ترسبات صخور الفوسفات في حزم الجلاميد شمال شرق المملكة. وقد أوضحت الدراسات وجود كميات احتياطية من الفوسفات تقدر بحوالي «313» مليون طن، إضافة إلى وجود ترسبات من البوكسايت في منطقة الزبيرة يقدر احتياطها بحوالي 250 مليون طن. ويتم حالياً تطوير وتعدين البوكسايت لإنتاج الألومينا بطاقة إنتاجية تصل إلى «2.4» مليون طن سنوياً، والألمنيوم بطاقة إنتاجية قدرها «650» ألف طن سنوياً.

## المعادن الصناعية
ويوجد عدد كبير من المواقع التي تحتوي على المعادن الصناعية والتي يمكن استخراجها بطريقة التعدين السطحي وتشمل:
- الفوسفات في السعودية في منطقة الجلاميد «120 كم» جنوب شرق مدينة طريف.
- البوكسايت في منطقة الزبيرة «200 كم» جنوب غرب حائل.
- الماجنزايت في محافظة الغزالة «160 كم» جنوب غرب حائل،
- رمال السيليكا في جبل برم وجبل الدغم «40 كم» شمال شرق الرياض،